# ZAI OFFICE
株式会社ZAI OFFICEは日本の芸能事務所。日本芸能マネージメント事業者協会会員。主にナレーター・声優が所属している。

## 概要
1984年（昭和59年）設立。設立当初事務所は千代田区神保町にあったが1990年（平成2年）に現在の港区南青山へ移転した。
2012年9月3日「CSRコーポレーション」から「ZAI OFFICE」へと社名変更した。
日本初のCMナレーション専門のプロダクションとしてスタートしたが現在はCM・ナレーションを中心としながら声優も所属するプロダクションとなっている。
付属の養成所ZAI VOICE SCHOOL（旧CSR VOICE SCHOOL）がある。

## 所属タレント

### 男性
| あ行 - 秋田貴之 - 浅井宏貴 - 阿部修太 - 安斎勉 - 浦志和昭 - 恵田昌州 - 大黒亮 - 大椙宗則 - おのまさし | か行 - 勝村幸太 - 鹿目久憲 - 黒島健志 - 小林優大 た行 - 田中歩 | な行 - 西口勇気 - 能登洋宇 は行 - 馬場敬太郎 - 林竜乃介 - 久冨翔太 - 日向翼 - 藤岡秀彰 | ま行 - 南埜高之 - 宮腰浩平 - 武藤真吾 - 森川雅彬 や行 - 屋鋪将志 わ行 - 渡辺健二 - 渡邊晴仁 |

### 女性
| あ行 - 新井理恵 - 青木佑水 - 浅香紗英 - 飯野雅子 - 石川けいこ - 大西彩香 か行 - 柏原映理子 - 河合済弥 - 川口治子 - 桑原美幸 - 近藤夕香 | さ行 - 齋藤有耶 - 重松理佐 - 清水柚衣 - 白石智絵 た行 - 高林理恵 - 露木優子 | な行 - 中條志乃 - 中山潤子 - 沼田真友子 は行 - 樋口めぐみ - 平田真弓 | ま行 - 丸山明梨 - 三浦友美 - 水野実香 や行 - 山根有貴 - 吉川喜子 - 吉見早彩 わ行 - 和佐田理紗 |

## 過去の所属タレント
- 稲村透（現所属：AZクリエイティブ・エージェントオフィス）
- 岩崎征実（現所属：尾木プロ THE NEXT）
- 大久保雅也（現所属：office LADDERS）
- 島村幸男（現所属：イーグル・ベイ）
- すきがら沙智
- 竹田雅則
- 西村不二人（現所属：ヒーローガレージボイス）
- 西森千豊（現所属：TABプロダクション）
- 根本央紀
- 服部潤（現所属：青二プロダクション）
- 半田雅和（青二プロダクションに移籍後死去）
- バンドウユミ（現所属：ALBA）
- 藤田春奈（現所属：ヴォイスガレージ）
- 舟田敬（現所属：ALBA）
- 松本桜
- 村田晴郎
- 夕城千佳（現所属：東京俳優生活協同組合）